# 30 (numero)
Trenta (cf. latino triginta, greco τριάκοντα) è il numero naturale dopo il 29 e prima del 31 è altresì pari a tre volte dieci.

## Proprietà matematiche
- È un numero pari.
- È un numero composto dai seguenti 8 divisori: 1, 2, 3, 5, 6, 10, 15, 30. Poiché la somma dei divisori (escluso il numero stesso) è 42 > 30, è un numero abbondante.
- È un primoriale, il prodotto dei primi tre numeri primi.
- È un numero sfenico, il primo tra tutti.
- È un numero semiperfetto in quanto pari alla somma di alcuni (o tutti) i suoi divisori.
- È un numero scarsamente totiente.
- È un numero idoneo.
- È il più grande numero per cui tutti i numeri naturali di valore minore coprimi con esso sono anche numeri primi.
- È un numero piramidale quadrato in quanto somma dei quadrati dei primi quattro numeri interi (1 + 4 + 9 + 16).
- È il primo numero di Giuga.
- È un numero di Harshad in base 10.
- Vi sono solo due triangoli pitagorici con area uguale al perimetro. Uno è il triangolo di lati 5-12-13 la cui area e il cui perimetro sono proprio uguali a 30. L'altro è il triangolo di misure 6-8-10 la cui area e il cui perimetro sono uguali a 24.
- È parte delle terne pitagoriche (16, 30, 34), (18, 24, 30), (30, 40, 50), (30, 72, 78), (30, 224, 226).
- È un numero a cifra ripetuta nel sistema di numerazione posizionale a base 9 (33).
- È un numero pratico.
- È un numero intero privo di quadrati.
- È un numero congruente.
- È un numero oblungo, ovvero della forma n(n+1).

### Il 30 in geometria
- Il dodecaedro e il suo duale, l'icosaedro, hanno 30 spigoli.

## Astronomia
- 30P/Reinmuth è una cometa periodica del sistema solare.
- 30 Urania è un asteroide della fascia principale del sistema solare.
- L'oggetto M30 è un ammasso globulare visibile nella costellazione del Capricorno.
- NGC 30 è una stella binaria della costellazione di Pegaso.

## Astronautica
- Cosmos 30 è un satellite artificiale russo.

## Chimica
- È il numero atomico dello zinco (Zn).

## Simbologia

### Religione
- È il numero di monete per le quali, secondo i Vangeli, Giuda tradì Gesù.

### Smorfia
- Nella smorfia il numero 30 sono le palle del tenente.

## Convenzioni

### Università
- Nella scala di votazione universitaria italiana, rappresenta il voto massimo ottenibile in un esame. In caso di eccellenza può essere accompagnato dalla lode.

### Calendario
- I mesi di aprile, giugno, settembre e novembre hanno tutti 30 giorni.